# Imamzade Esmail
Das Imamzade Esmail (persisch امامزاده اسماعیل, IPA:ɛmɑmzɑdɛ ɛsmɑil) ist ein aus der Ära der Seldschuken und Safawiden stammender Gebäudekomplex in Isfahan, Iran. Er befindet sich in der Nähe der Freitagsmoschee von Isfahan an der Hatefstraße.
Die ältesten Teile des Komplexes sind die Schia-Moschee, wobei die Namensbedeutung unbekannt ist, sowie die Reste eines Minaretts aus der Seldschuken-Ära. Einer Nastaliq-Inschrift an der nördlichen Wand zufolge ist die Moschee der Ära von ʿAlī ibn Abī Tālib zuzurechnen, aber aus archäologischen Forschungen geht hervor, dass kein Teil vor der Seldschuken-Ära entstand. Die Moschee wurde in der Ära der Safawiden wieder vollständig aufgebaut und restauriert.
Die Keramikfliesen des Marmormihrabs in ihrem Schabestan sowie die Grabstätte, der Portikus und der Hof stammen aus der Zeit der Safawiden.
In der Moschee gibt es einige Überbleibsel von bekannten Königen wie Abbas I., Safi I. und Sultan Hosein. Der Hofeingang des Imamzades befindet sich unter einer interessanten Kuppel aus der Turkmen-Ära. Es gibt zwei Grabsteine im Imamzade. Einer der Grabsteine bezeichnet die Grabstätte der Tochter des letzten Safawiden-Königs Ismail III.